# Bogny-sur-Meuse
Bogny-sur-Meuse település Franciaországban, Ardennes megyében. Lakosainak száma 4947 fő (2022. január 1.). Bogny-sur-Meuse Charleville-Mézières, Damouzy, Haulmé, Joigny-sur-Meuse, Monthermé, Neufmanil, Nouzonville, Sécheval és Tournavaux községekkel határos.

## Népesség
A település népességének változása:
| Lakosok száma | 6715 | 6261 | 5981 | 5601 | 5291 | 5240 | 5100 | 5018 | 5011 | 4947 |
|               | 1968 | 1982 | 1990 | 2006 | 2013 | 2015 | 2017 | 2019 | 2020 | 2022 |